# Mirtovke
Mirtovke (lat. Myrtaceae) biljna je porodica iz reda mirtolike, kojoj pripada 145 rodova sa 5.970 vrsta. Ime je dobila po rodu mirta (Myrtus) sa svega 3 priznate vrste, to su Myrtus communis, M. nivelii i M. phyllireaefolia. Po vrstama je najbroniji rod Eucalyptus koji raste po Australiji, Novoj Gvineji i susednim ostrvima.
Mirtovke su pretežno tropsko i suptropsko drveće i grmlje. Odlikuju se jednostavnim listom baz palistića i zrakasto simetričnim dvopolnim cvetovima.
Mirta je poznata po tome što se njezin list koji ima 0,3 do 0,5% eteričnoga ulja koje se upotrebljava u kozmetičkoj industriji. Od eukaliptusa se u fitofarmaceutici proizvod i tasmanijska plava smola, koja ima antibakterijska i antiseptička svojstva., a otrovni list eukaliptusa gotovo je isključiva hrana koala.

## Klasifikacija
Klasifikacija prema Vilsonu (2011)
Potporodica 
- pleme
- pleme

Potporodica 
- pleme
- pleme
- pleme
- pleme
- pleme
- pleme
- pleme
- pleme
- pleme
- pleme
- pleme
- pleme
- pleme
- pleme
- pleme

## Oprašivanje
Pripadnike porodice Myrtaceae oporašuju mnoge pčele bez žaoka, a posebno vrsta Melipona bicolor koja prikuplja polen sa biljaka ove porodice.